# SMS-банкинг
SMS-банкинг (англ. SMS Banking) — разновидность технологии дистанционного банковского обслуживания, при котором доступ к счётам и операциям по счётам предоставляется в любое время и с использованием номера мобильного телефона клиента, заранее регистрированного в банке. С помощью SMS-сообщений происходит обмен информацией и передаются команды для выполнения банковских операций. Для пользования SMS-банкингом отсутствует необходимость установки клиентской части ПО на мобильный телефон (например, Java-приложения).
Как правило, услуги SMS-банкинга включают:
- Подтверждение выполненных операций, которые привели к изменению доступного остатка по счёту (списание или зачисление средств, блокировка суммы)
- Запрос информации про состояние счёта (доступный остаток, баланс, кредитный лимит, заблокированная сумма)
- Запрос информации про последние операции по счёту
- Временное блокирование платёжной карты
- Разблокирование платёжной карты
- Временное увеличение лимитов по использованию платёжной карты
- Напоминание про окончание срока действия карты
- Напоминание про обязательные платежи (например, погашение задолженности по кредиту)